# Cliff Thorburn
Pour les articles homonymes, voir Thorburn.
Cliff Thorburn est un ancien joueur de snooker canadien, né le 16 janvier 1948 à Victoria, Colombie-Britannique.
En activité de 1972 à 1996, sa carrière professionnelle est principalement marquée par une victoire au championnat du monde de snooker 1980, faisant de lui le premier joueur non britannique à remporter la compétition dans l'ère moderne. Il a également été no 1 mondial pendant la saison 1981-1982. Il compte aussi deux autres finales au championnat du monde, en 1977 et 1983, et un autre succès dans un tournoi de classement, au trophée Matchroom.
Triple vainqueur du prestigieux Masters, il signe deux breaks de 147 points, devenant par la même occasion le premier à réaliser cette performance au Crucible Theatre, et le second à réussir ce résultat sur le circuit professionnel.
Après sa retraite en 1996, Thorburn intègre le Canada's Sports Hall of Fame en 2001. En 2018, alors âgé de 70 ans, il remporte le Masters seniors, et devient ainsi le joueur le plus âgé à glaner un titre. Il met un terme à sa carrière professionnelle sur la tournée seniors en 2022, quelques jours avant ses 74 ans.

## Carrière

### Début de carrière (avant la mise en place du classement)
Thorburn fait ses débuts sur le circuit professionnel en 1972, après avoir glané le titre au championnat du Canada amateur. Pendant sa première saison, il ne dispute qu'un seul tournoi ; le championnat du monde, où il va jusqu'au deuxième tour.
Deux ans après, en 1974, Cliff Thorburn décroche son premier succès en carrière, au Masters du Canada, après une victoire face à Dennis Taylor en finale. La même année, Thorburn remporte aussi le championnat du Canada professionnel.

### Meilleures années (après la mise en place du classement)
La mise en place d'un classement pour la saison 1976-1977 voit le joueur canadien occuper le 13e rang mondial. C'est d'ailleurs pendant cette même saison que Thorburn atteint sa première finale au championnat du monde ; finale qu'il perd contre John Spencer (25-21). En l'espace de quelques mois, il réalise sa deuxième finale majeure, au Masters, s'inclinant de nouveau.
En 1980, il devient le premier joueur non britannique à remporter le championnat du monde de snooker, battant Alex Higgins en finale. Il devient par la suite premier au classement mondial, et se maintient à cette position pendant la saison 1981-1982. En 1983, il perd sa deuxième finale au mondial, défait très sèchement par Steve Davis (18 à 6), signant pendant le tournoi son deuxième break maximal, après celui réalisé en 1977, déjà au Crucible.
Dans la foulée, le Canadien est défait par trois fois en finale de tournois de classement, à l'Open international 1983, au Grand Prix 1984 et au Classique 1985. Il doit attendre la fin d'année 1985 pour remporter son deuxième tournoi classé, au trophée Matchroom, après une victoire contre Jimmy White. Les deux saisons qui suivent, il se maintient au plus haut niveau, grâce à de bons résultats et à de nouvelles finales au Classique (1986) et à l'Open international (1986 et 1987).
En 1988, il écope d'une amende de 10 000 £, ainsi que d'une interdiction de jouer pendant deux tournois, pour avoir été contrôlé positif à la cocaïne.
Il sort également victorieux du Masters par trois fois, en 1983, 1985 et 1986, et remporte cinq autres fois le championnat du Canada professionnel.

### Fin de carrière (1990-1996)
Redescendu à la 18e place mondiale en 1990, Cliff Thorburn ne réalise plus la moindre finale jusqu'à la fin de sa carrière. Ses meilleurs résultats son deux demi-finales à l'Open d'Europe 1991 et à l'Open de Thaïlande 1995 ; tournoi qui n'est autre que le dernier grand tableau disputé par Thorburn.
En 1996, après avoir perdu chaque match qu'il a disputé en qualifications, Cliff Thorburn se retire du jeu à l'âge de 48 ans. Il termine sa carrière à la 41e place mondiale.

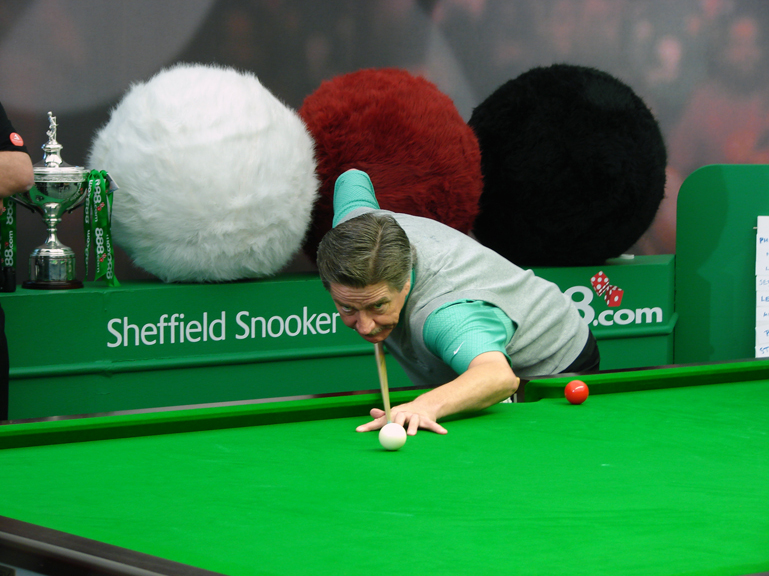
Cliff Thorburn au championnat du monde 2007.

## Vie post-carrière
En 2001, il est intégré au Canada's Sports Hall of Fame. La même année, bien qu'ayant pris sa retraite en 1996, il remporte le championnat du Canada amateur pour la cinquième fois, et perd en finale lors des deux éditions qui suivent.
À l'occasion du championnat du monde 2006, Cliff a l'honneur de présenter une toile représentant son premier break maximal en carrière ; toile qui a été peinte par l'artiste Michael Myers. La ville de Sheffield finit d'ailleurs par garder la toile et par l'exposer dans un de ses musées. En 2010, il fait son retour dans le monde du snooker, lors du tournoi des légendes. Il y fait équipe avec ses vieux rivaux Alex Higgins, Jimmy White et John Parrott.
Il est également l'auteur du livre Playing for Keeps, publié en 1987.
En 2018, il remporte le Masters seniors et devient ainsi le plus vieux joueur à remporter un titre.
Thorburn annonce qu'il met un terme à sa carrière professionnelle lors du Championnat du Royaume-Uni seniors 2022, quelques jours avant ses 74 ans.

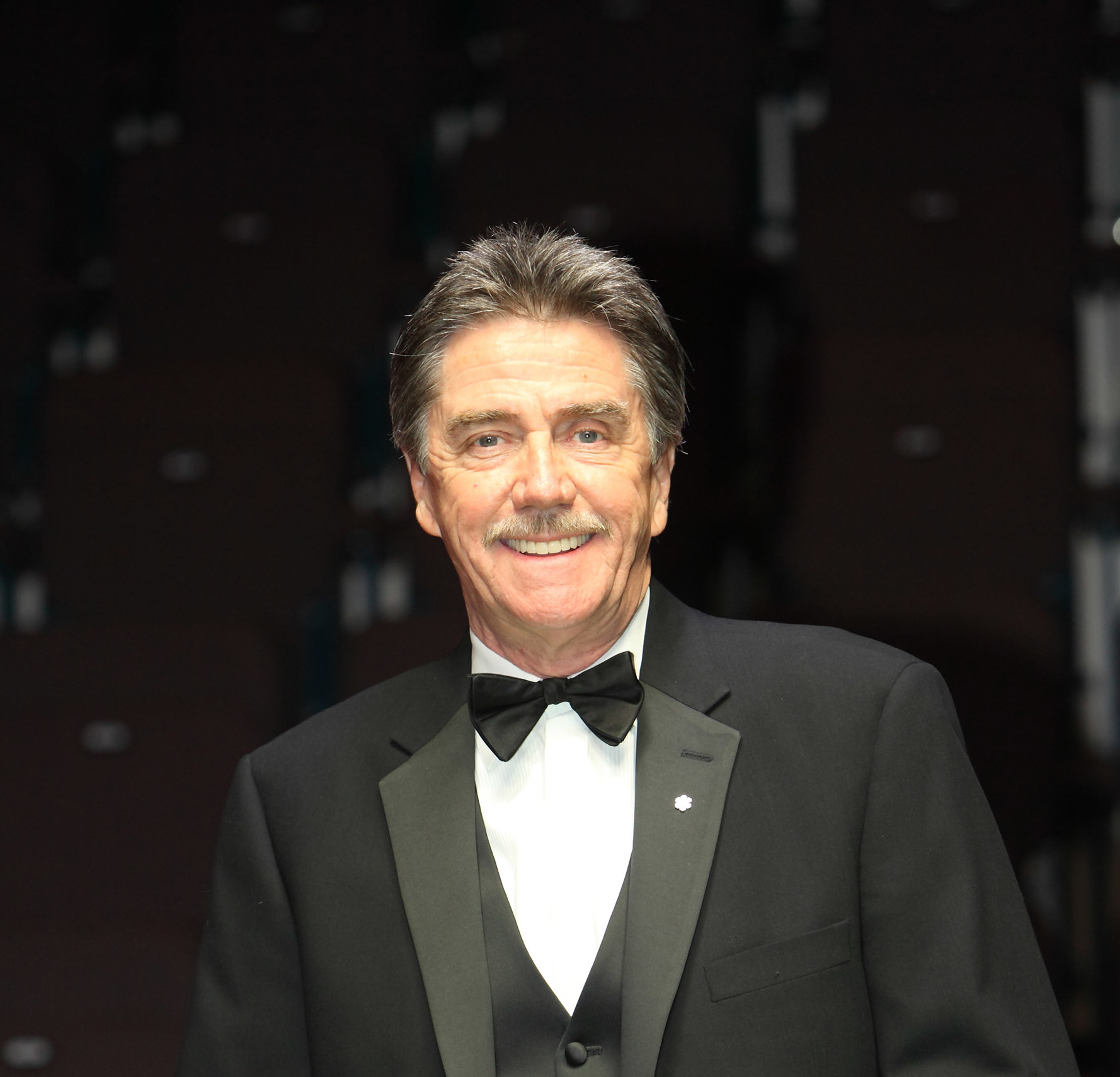
Thorburn en costume (2010).

## Palmarès
| Légende | Catégorie                      | Titres                         | Finales                        |
|         | Tournois classés               | 2                              | 8                              |
|         | Tournois non classés           | 16                             | 4                              |
|         | Tournois en équipes            | 2                              | 5                              |
|         | Tournois seniors               | 1                              | 1                              |
|         | Tournois amateurs              | 6                              | 2                              |
| Gras    | Tournois de la triple couronne | Tournois de la triple couronne | Tournois de la triple couronne |

### Titres
| Saison    | Nom du tournoi                    | Lieu                | Finaliste        | Score   | Tableau |
| 1972      | Championnat du Canada amateur     |                     | Inconnu          | Inconnu |         |
| 1974      | Championnat du Canada amateur (2) |                     | Julien St Dennis | 11-9    |         |
| 1974-1975 | Open du Canada                    | Toronto             | Dennis Taylor    | 8-6     |         |
| 1975      | Championnat du Canada amateur (3) |                     | Bill Werbeniuk   | 11-1    |         |
| 1976      | Championnat du Canada amateur (4) |                     | Bill Werbeniuk   | 9-2     |         |
| 1977      | Championnat du Canada amateur (5) | Ottawa              | Robert Paquette  | 10-6    |         |
| 1978-1979 | Open du Canada (2)                | Toronto             | Tony Meo         | 17-15   |         |
| 1979-1980 | Open du Canada (3)                | Toronto             | Terry Griffiths  | 17-16   |         |
| 1979-1980 | Championnat du Canada             | Toronto             | Jim Wych         | 9-6     |         |
| 1979-1980 | Championnat du monde              | Sheffield           | Alex Higgins     | 18-16   | Tableau |
| 1980-1981 | Open du Canada (4)                | Toronto             | Terry Griffiths  | 17-10   |         |
| 1980-1981 | Pot Black                         | Birmingham          | Jim Wych         | 2-0     |         |
| 1982-1983 | Coupe du monde                    | Reading             | Angleterre       | 4-2     |         |
| 1982-1983 | Masters                           | Wembley             | Ray Reardon      | 9-7     |         |
| 1983-1984 | Masters d'Australie               | Sydney              | Bill Werbeniuk   | 7-3     |         |
| 1984-1985 | Championnat du Canada (2)         | Toronto             | Mario Morra      | 9-2     |         |
| 1984-1985 | Masters (2)                       | Wembley             | Doug Mountjoy    | 9-6     |         |
| 1985-1986 | Championnat du Canada (3)         | Toronto             | Bob Chaperon     | 6-4     |         |
| 1985-1986 | Masters d'Écosse                  | Glasgow             | Willie Thorne    | 9-7     |         |
| 1985-1986 | Trophée Matchroom                 | Newcastle upon Tyne | Jimmy White      | 12-10   | Tableau |
| 1985-1986 | Masters (3)                       | Wembley             | Jimmy White      | 9-5     |         |
| 1986-1987 | Championnat du Canada (4)         | Toronto             | Jim Wych         | 6-2     |         |
| 1986-1987 | Masters d'Écosse (2)              | Glasgow             | Alex Higgins     | 9-8     |         |
| 1987-1988 | Championnat du Canada (5)         | Toronto             | Jim Bear         | 8-4     |         |
| 1989-1990 | Coupe du monde (2)                | Bournemouth         | Irlande du Nord  | 9-5     |         |
| 2001      | Championnat du Canada amateur (6) | Vaughan             | Tom Finstad      | 4-3     |         |
| 2017-2018 | Masters seniors                   | Sheffield           | Jonathan Bagley  | 2-1     |         |

### Finales perdues
| Saison    | Nom du tournoi                                            | Lieu                | Finaliste                   | Score | Tableau |
| 1976-1977 | Championnat du monde                                      | Sheffield           | John Spencer                | 21-25 | Tableau |
| 1977-1978 | Masters                                                   | Wembley             | Alex Higgins                | 5-7   |         |
| 1979-1980 | Tournoi international de Bombay                           | Bombay              | John Virgo                  | 7-13  |         |
| 1980-1981 | Coupe du monde                                            | Londres             | Pays de Galles              | 5-8   |         |
| 1980-1981 | Classique Tolly Cobbold                                   | Ipswich             | Graham Miles                | 1-5   |         |
| 1981-1982 | Masters d'Écosse                                          | Glasgow             | Jimmy White                 | 4-9   |         |
| 1982-1983 | Championnat du monde (2)                                  | Sheffield           | Steve Davis                 | 6-18  | Tableau |
| 1983-1984 | Open international                                        | Newcastle upon Tyne | Steve Davis                 | 4-9   | Tableau |
| 1984-1985 | Grand Prix                                                | Reading             | Dennis Taylor               | 2-10  | Tableau |
| 1984-1985 | Championnat du monde par équipes (avec Willie Thorne)     | Northampton         | Jimmy White Alex Higgins    | 2-10  | Tableau |
| 1984-1985 | Classique de snooker                                      | Warrington          | Willie Thorne               | 8-13  | Tableau |
| 1985-1986 | Classique de snooker (2)                                  | Warrington          | Jimmy White                 | 12-13 | Tableau |
| 1985-1986 | Coupe du monde (2)                                        | Bournemouth         | Irlande unifiée             | 7-9   |         |
| 1986-1987 | Open international (2)                                    | Stoke-on-Trent      | Neal Foulds                 | 9-12  | Tableau |
| 1986-1987 | Coupe du monde (3)                                        | Bournemouth         | Irlande unifiée             | 2-9   |         |
| 1987-1988 | Open international (3)                                    | Stoke-on-Trent      | Steve Davis                 | 5-12  | Tableau |
| 1999-2000 | Masters seniors                                           | Londres             | Willie Thorne               | 0-1   |         |
| 2002      | Championnat du Canada amateur                             | Saint-Jean          | Kirk Stevens                | 1-6   |         |
| 1987-1988 | Championnat du monde par équipes (2) (avec Dennis Taylor) | Northampton         | Mike Hallett Stephen Hendry | 8-12  |         |
| 2003      | Championnat du Canada amateur (2)                         | Halifax             | Alain Robidoux              | 2-6   |         |